# Giovanni Battista Marini
Giovanni Battista Marini conosciuto anche come Titta Marini (Tarquinia, 6 luglio 1902 – Tarquinia, 25 luglio 1980) è stato un poeta italiano.

## Biografia
Nato in una famiglia benestante, alla morte del padre vendette la sua parte di eredità per vivere di rendita. Di carattere pigro, creò il circolo Fronte dell'ozio, il cui logo era un granchio che spezza una vanga; i partecipanti si chiamavano Ozzziosi.
Il modo di vivere che teorizzava ai suoi seguaci è esplicitamente espresso nell'epigramma: 
"Magnate tutto e dove arrivi, arrivi, ma per lo meno, finché campi, vivi".
Visse tra Tarquinia e Roma dove ricevette numerosi riconoscimenti accademici tra cui nel 1963 il "Lauro Tiberino" (unico poeta dialettale ad aver ricevuto questo riconoscimento dopo Gioacchino Belli) e nel 1972 il "Premio Roma" per la poesia, per il suo impegno nel divulgare la poesia nelle scuole, recitando personalmente i suoi componimenti. Fu grande amico del concittadino Vincenzo Cardarelli il quale gli dedicò i seguenti versi:
"Titta Marini mangiatore di nocchie,/dormiglione in compagnia/	
se ne va per la sua via/ né d'altrui cura le spocchie. [...]	
Ha tre quarti di buttero nel sangue;/un quarto di poeta, ed è in tal modo/	
che a gustare un tantino nel suo brodo/ il peggio affiora, il meglio soffre e langue."
Si ritirò a Tarquinia negli anni sessanta, dove passò il resto della vita fino alla morte in ospedale, dovuta alle conseguenze di una frattura al femore.

## Opere principali
- Ommini, donne e fazzoletti da naso (1930)
- Cose grosse (1950)
- Tritume (1968)
- Ladri e castroni (1968)
- Zitti tutti che parlo io (1969)
- Primo pelo (1970)
- Storia sì, storia no (1973)